# Castillo de Embid de Ariza
El castillo de Embid de Ariza es una construcción defensiva militar situada en el municipio zaragozano de Embid de Ariza.

## Historia
El castillo de Embid, como todos los situados en la comunidad de Calatayud fueron decisivos durante la guerra de los Dos Pedros. Apenas existen referencias escritas sobre el mismo.

## Descripción
Se encuentra situado sobre un espigón de cuarcitas junto a un cañón del río Henar teniendo de este modo una defensa natural. El recinto está compuesto por una muralla que se adapta al espigón con un espolón avanzado de planta rectagular sobre la roca de mayor pendiente, todo ello construido en tapial y dentro del recinto se levanta una torre cilíndrica de mampostería. Es un conjunto de pequeño tamaño, pero imponente por su situación, al que sólo se puede acceder por una vía ferrata.